# Герард Цесьлік
Герард Цесьлік (пол. Gerard Cieślik, нар. 27 квітня 1927, Гайдуки — пом. 3 листопада 2013, Хожув) — польський футболіст, що грав на позиції нападника. По завершенні ігрової кар'єри — тренер.
Протягом усієї кар'єри виступав за «Рух» (Хожув), а також національну збірну Польщі.

## Клубна кар'єра
Народився у містечку Гайдуки, нині район Хожува. У дорослому футболі дебютував 1946 року виступами за «Рух» (Хожув), кольори якого і захищав протягом усієї своєї кар'єри гравця, що тривала цілих п'ятнадцять років. У складі клубу був одним з головних бомбардирів команди, маючи середню результативність на рівні 0,7 голу за гру першості, зігравши 249 матчі, в яких забив 177 голів. За цей час став триразовим чемпіоном Польщі (1951, 1952, 1953) та володарем Кубку Польщі (1951), а також двічі був найкращим бомбардиром чемпіонату Польщі (1952, 1953).

## Виступи за збірну
1947 року дебютував в офіційних матчах у складі національної збірної Польщі.
1952 року був учасником Олімпійських ігор у Гельсінкі. Найбільше запам'ятався по матчу зі збірною Радянського Союзу 20 жовтня 1957 року у Хожуві, в якому забив два голи Леву Яшину, завдяки чому Польща перемогла в цьому матчі.
Протягом кар'єри у національній команді, яка тривала 12 років, провів у формі головної команди країни 45 матчів, забивши 27 голів.
У 1969 році він був обраний найкращим гравцем п'ятдесятиріччя Польської футбольної асоціації, а 1994 року зайняв п'яте місце в списку найкращих гравців семидесятиріччя Польської футбольної асоціації.
В 2000-х роках був включений до Клубу видатних гравців збірної, ставши першим членом, який не награв необхідних для вступу 60 матчів за «кадру», а був включений за рішенням голови клубу.

## Кар'єра тренера
Після відходу на пенсію 1959 року, Герард залишився в «Русі», де в різні роки працював тренером, тренером молодіжної команди, скаутом, членом Ради. Він був удостоєний звання почесного президента «Руху».
Помер 3 листопада 2013 року на 87-му році життя у Хожуві.

## Досягнення
- Чемпіон Польщі: 1951, 1952, 1953
- Володар Кубка Польщі: 1951
- Найкращий бомбардир чемпіонату Польщі: 1952, 1953
- Командор Ордену Відродження Польщі: 1999